# Zuñi Mountains
Zuñi Mountains, també Zuni Mountains, (en navaho : Naasht'ézhí Dził o Ńdíshchííʼ Ląʼí) és  una serralada situada principalment al comtat de Cibola al nord-oest de Nou Mèxic, Estats Units,  amb una petita part que s'estén dins del comtat de McKinley . La serralada es troba principalment al Bosc Nacional Cibola, situat al sud de la carretera interestatal 40 des del sud-est de Gallup fins al sud-oest de Grants. La serralada té una llargada d'unes 60 milles (97 km) i 40 milles (64 km) d'amplària. El punt més alt és el Mount Sedgwick, 9.256 peus (2.821 m); les elevacions de la serralada baixen fins als 6.400 peus (1.950 m).

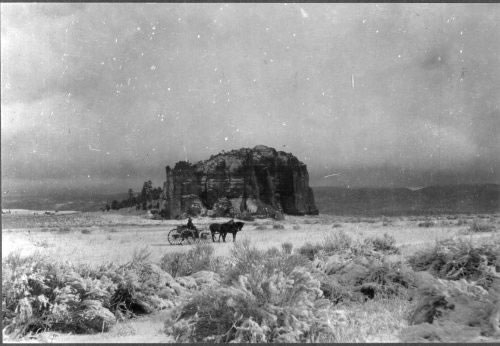
Zuñi Mountains el 1908

Zuñi Mountains estan envoltades per la Reserva Zuni, la reserva índia Ramah Navajo , i el Monument Nacional El Morro al sud-oest, Monument Nacional El Malpais  al sud, Acoma Pueblo cap a l'est, i el Nació Navajo al nord. Les ciutats de Grants, Gallup, i Ramah son al nord-est, nord-oest, i sud-oest de la serralada, respectivament. Zuñi Mountains recauen sobre la divisòria continental nord-americana i forma part del marge sud-oriental de l'Altiplà del Colorado.
La història de la serralada inclou un ús antic i continuat de les muntanyes per part dels pobles nadius locals, inclosos els zuni, els acoma i els navajos ; l'explotació forestal extensiva a principis de la meitat del segle XX; i les activitats agrícoles i  mineres (entre elles el coure i la fluorita) a mitjans del segle xx.
Les Zuñi Mountains tenen tendència a elevar-se en sentit nord-oest/sud-est amb un nucli de granit precambrià i roques metamòrfiques, envoltades d'estrats del Permià final i del Triàsic al Juràssic. Un total de 20,000 ft (6,000 m) de les capes anteriors del Cretaci i les roques sedimentàries més antigues s'han erosionat des de la part més alta de la serralada, però apareixen en zones perifèriques a l'oest i al nord-est a la conca de San Juan. Les roques precambrianes de la serralada es van aixecar durant l'orogènia de les Muntanyes Rocalloses ancestrals com a part de l'elevació de Zuni-Defiance al període Pennsylvanià. L'expressió fisiogràfica actual de la serralada és fruit de l'elevació durant l'orogènia laramidiana produïda entre el Cretaci i el Paleogen entre 80 a 40 milions d'anys.